# Clara Mayer

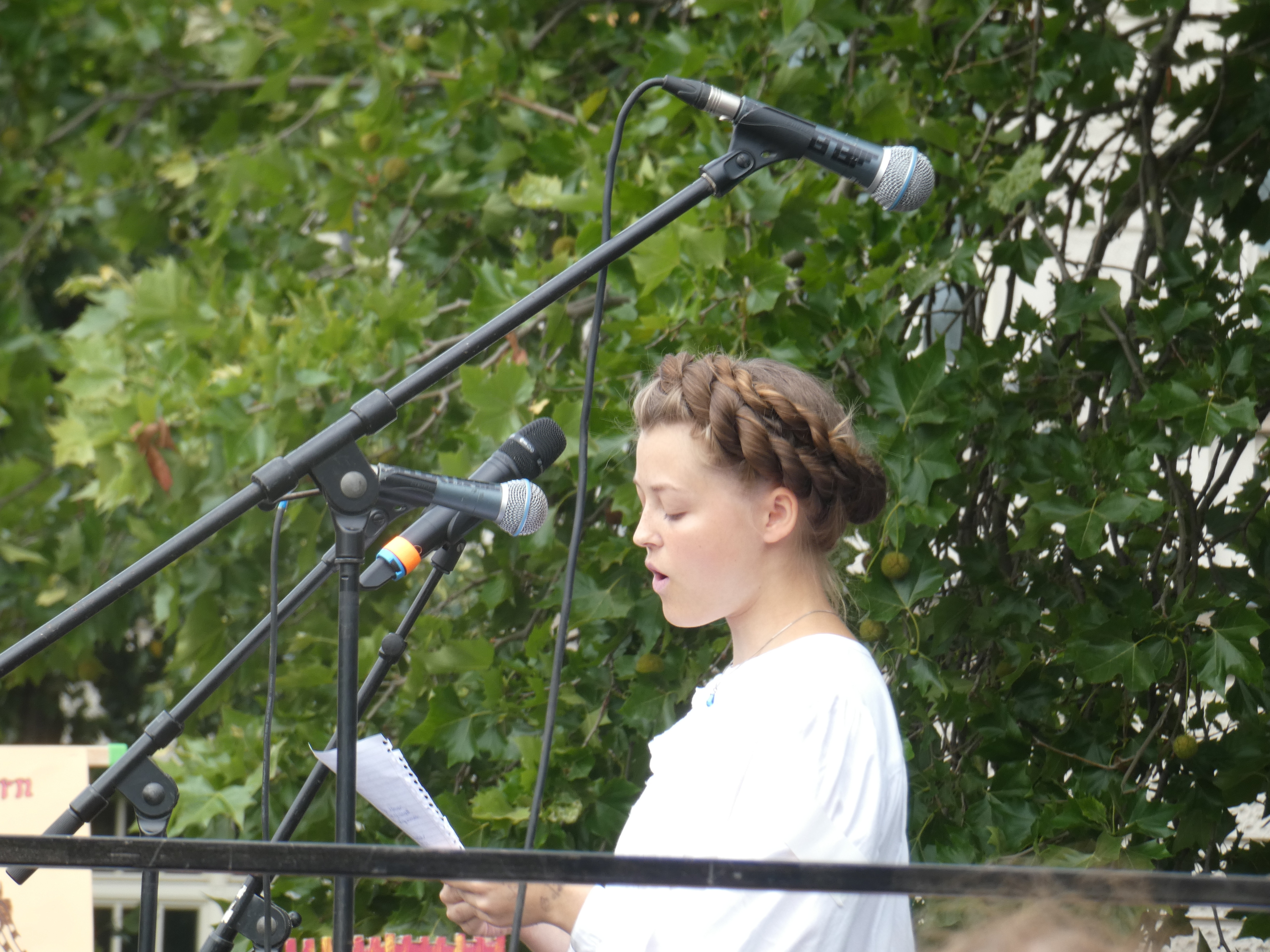
Clara Mayer (2019)

Clara Marisa Mayer (geboren 2001) ist eine deutsche Klimaschutzaktivistin. Sie war Pressesprecherin von Fridays for Future Berlin und erlangte breitere Bekanntheit durch ihre Rede bei der VW-Aktionärsversammlung 2019.

## Wirken
Einer breiteren Öffentlichkeit wurde Mayer insbesondere mit ihrer Rede bei der Aktionärshauptversammlung von Volkswagen im Mai 2019 bekannt. Sie richtete damals folgende Worte an die Zuhörer: „Was Sie hier tun, ist nicht genug.“ Hierbei warf sie der Generation ihrer Eltern und Großeltern vor, sich nicht genug um die Welt zu kümmern, die sie der Jugend hinterlässt.
Als Pressesprecherin von Fridays for Future Berlin war sie 2019 Gast in verschiedenen Talkshows sowie Interviewpartnerin diverser Print- und Onlinemedien. Sie war eine der Organisatorinnen des Klimastreiks am 20. September 2019, bei dem in Berlin mehr als 100.000 Menschen auf die Straße gingen.
Am 3. Oktober 2019 nahm sie an einer antifaschistischen Demonstration gegen einen Aufmarsch Rechtsextremer in Berlin teil, im Nachgang wurde sie von rechten Gruppen und Personen dafür angefeindet.
Die Zeitschrift Absatzwirtschaft nennt ihren Namen im Zusammenhang mit den Marketing-Trends für das Jahr 2020 mit ihrer Analyse zu Nachhaltigkeit „Mehr Werbung führt zu mehr Konsum. Mehr Konsum ist schlecht.“ auf dem OWM Summit 2019.
Spiegel Online nannte sie und die Klima-Aktivistinnen Greta Thunberg und Luisa Neubauer, die „Sea-Watch 3“-Kapitänin Carola Rackete und „Trump-Kritikerin“ Megan Rapinoe „starke junge Frauen, die alten Mächten die Stirn bieten“.
Die Süddeutsche Zeitung zählte sie in ihrem Rückblick zum Jahr 2019 in ihrer „Liste der Aufsteiger der Wirtschaft“ des Jahres 2019 auf.

## Privatleben
Mayer legte im Frühsommer 2019 ihr Abitur am Schiller-Gymnasium Berlin ab. Sie arbeitete daraufhin im Rahmen eines freiwilligen sozialen Jahres auf einer Intensivstation. Mayer lebt in Berlin.